# Mistrzostwa Świata w Lekkoatletyce 2009 – bieg na 10 000 m mężczyzn

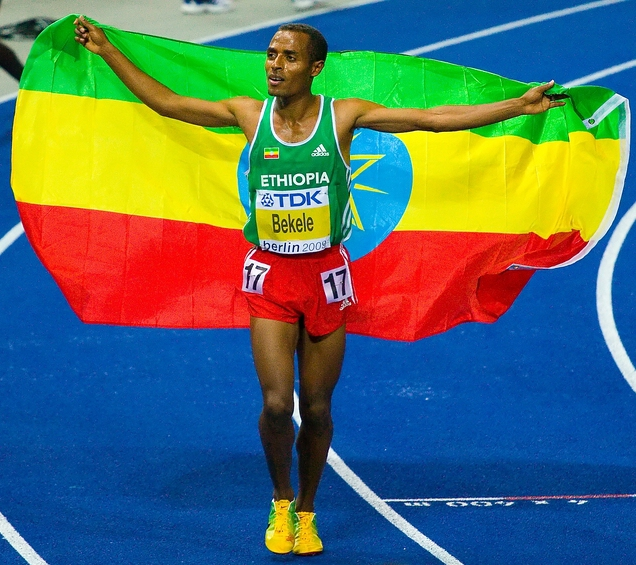
Kenenisa Bekele - zdobywca złotego medalu

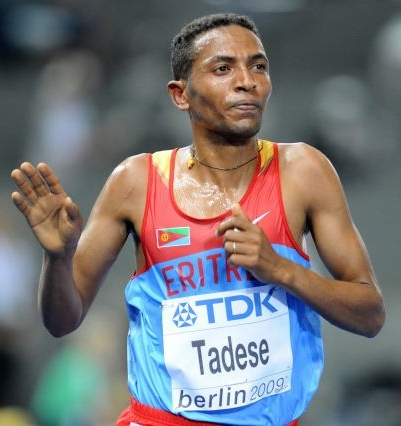
Zersenay Tadesse - wicemistrz świata

Bieg na 10 000 m mężczyzn to jedna z konkurencji rozegranych podczas XII mistrzostw świata w lekkoatletyce.
Wymagane minimum A do udziału w mistrzostwach świata wynosiło 27:47,00, natomiast minimum B - 28:12,00.
Konkurencja odbyła się na Stadionie Olimpijskim 17 sierpnia.
Na starcie zabrakło dwóch kenijskich długodystansowców – Sammy Kitwara i Gideon Ngatuny, którzy zajęli dwa pierwsze miejsca w mistrzostwach kraju na 10 000 metrów, będącymi wewnętrznymi eliminacjami do mistrzostw świata zostali wycofani ze składu reprezentacji ponieważ brali udział w komercyjnych biegach ulicznych, co było sprzeczne z warunkami postawionymi przez kenijską federację.
| Poz. – pozycja                                                |
| PB – rekord życiowy \| SB – najlepszy wynik w sezonie         |
| DNF – nie ukończył biegu \| DNS – nie wystartował             |
| * wyniki podawane według klucza: minuty:sekundy,setne sekundy |

## Rekordy
W poniższej tabeli przedstawione są rekord świata, rekord mistrzostw świata, rekord Polski z dnia 17 sierpnia 2009 roku
| Rekord świata                                  | Kenenisa Bekele (ETH)           | 26:17.53 | Bruksela, Belgia            | 26.08.2005 |
| Rekord mistrzostw                              | Kenenisa Bekele (ETH)           | 26:49.57 | Paryż, Francja              | 24.08.2003 |
| Światowy lider                                 | Josephat Muchiri Ndambiri (KEN) | 26:57.36 | Fukuroi, Japonia            | 3.05.2009  |
| Rekord Afryki                                  | Kenenisa Bekele (ETH)           | 26:17.53 | Bruksela, Belgia            | 26.08.2005 |
| Rekord Ameryki Południowej                     | Marílson dos Santos (BRA)       | 27:28,12 | Neerpelt, Belgia            | 02.06.2007 |
| Rekord Ameryki Północnej, Środkowej i Karaibów | Arturo Barrios (MEX)            | 27:08,23 | Berlin, Niemcy Zachodnie    | 18.08.1989 |
| Rekord Australii i Oceanii                     | Collis Birmingham (AUS)         | 27:29,73 | Berkeley, Stany Zjednoczone | 24.04.2009 |
| Rekord Azji                                    | Ahmad Hassan Abdullah (QAT)     | 26:38,76 | Bruksela, Belgia            | 05.09.2003 |
| Rekord Europy                                  | Mohammed Mourhit (BEL)          | 26:52,30 | Bruksela, Belgia            | 03.09.1999 |

## Wyniki
Godzina: 20:50 (UTC+2)
| Poz. | Zawodnik                    | Narodowość        | Rezultat | Uwagi                     |
| ---- | --------------------------- | ----------------- | -------- | ------------------------- |
| 1    | Kenenisa Bekele             | Etiopia           | 26:46,31 | Rekord mistrzostw świata  |
| 2    | Zersenay Tadese             | Erytrea           | 26:50,12 | Najlepszy wynik w sezonie |
| 3    | Moses Ndiema Masai          | Kenia             | 26:57,39 | Najlepszy wynik w sezonie |
| 4    | Imane Merga                 | Etiopia           | 27:15,94 | Rekord życiowy            |
| 5    | Bernard Kiprop Kipyego      | Kenia             | 27:18,47 | Najlepszy wynik w sezonie |
| 6    | Dathan Ritzenhein           | Stany Zjednoczone | 27:22,28 | Rekord życiowy            |
| 7    | Micah Kipkemboi Kogo        | Kenia             | 27:26,33 | Najlepszy wynik w sezonie |
| 8    | Galen Rupp                  | Stany Zjednoczone | 27:37,99 | Najlepszy wynik w sezonie |
| 9    | Kidane Tadasse              | Erytrea           | 27:41,50 | Najlepszy wynik w sezonie |
| 10   | Gebre-egziabher Gebremariam | Etiopia           | 27:44,04 | Najlepszy wynik w sezonie |
| 11   | Ahmad Hassan Abdullah       | Katar             | 27:45,03 | Najlepszy wynik w sezonie |
| 12   | Teklemariam Medhin          | Erytrea           | 27:58,89 | Najlepszy wynik w sezonie |
| 13   | Fabiano Joseph Naasi        | Tanzania          | 28:04,32 | Najlepszy wynik w sezonie |
| 14   | Juan Carlos Romero          | Meksyk            | 28:09,78 | Najlepszy wynik w sezonie |
| 15   | Carles Castillejo           | Hiszpania         | 28:09,89 |                           |
| 16   | Dickson Marwa Mkami         | Tanzania          | 28:18,00 | Najlepszy wynik w sezonie |
| 17   | Tim Nelson                  | Stany Zjednoczone | 28:18,04 |                           |
| 18   | Juan Luis Barrios           | Meksyk            | 28:31,40 |                           |
| 19   | Surendra Kumar Singh        | Indie             | 28:35,51 | Najlepszy wynik w sezonie |
| 20   | Anatolij Rybakow            | Rosja             | 28:42,28 |                           |
| 21   | Ezekiel Jafari              | Tanzania          | 28:45,34 |                           |
| 22   | Martin Toroitich            | Uganda            | 28:49,49 | Najlepszy wynik w sezonie |
| 23   | Rui Pedro Silva             | Portugalia        | 28:51,40 |                           |
| 24   | David McNeill               | Australia         | 29:18,59 | Najlepszy wynik w sezonie |
| 25   | Yuki Iwai                   | Japonia           | 29:24,12 |                           |
| 26   | Collis Birmingham           | Australia         | 30 DNF   |                           |
| 27   | Abebe Dinkesa               | Etiopia           | 31 DNF   |                           |
| 28   | Ayad Lamdassem              | Hiszpania         | 32 DNF   |                           |
| 29   | Manuel Ángel Penas          | Hiszpania         | 33 DNF   |                           |
| 30   | Nicholas Kemboi             | Katar             | 34 DNF   |                           |
| 31   | Martin Fagan                | Irlandia          | 35 DNS   |                           |

### Liderzy
| Dystans | Zawodnik           | Narodowość | Rezultat |
| ------- | ------------------ | ---------- | -------- |
| 1000 m  | Nicholas Kemboi    | Katar      | 2:46,24  |
| 2000 m  | Nicholas Kemboi    | Katar      | 5:34,24  |
| 3000 m  | Nicholas Kemboi    | Katar      | 8:19,55  |
| 4000 m  | Nicholas Kemboi    | Katar      | 11:04,75 |
| 5000 m  | Moses Ndiema Masai | Kenia      | 13:40,45 |
| 6000 m  | Zersenay Tadese    | Erytrea    | 16:18,75 |
| 7000 m  | Zersenay Tadese    | Erytrea    | 18:57,73 |
| 8000 m  | Zersenay Tadese    | Erytrea    | 21:37,80 |
| 9000 m  | Zersenay Tadese    | Erytrea    | 24:13,73 |